# Leprous
A Leprous norvég progresszív metal/progresszív rock/avant-garde metal/alternatív metal együttes. 2001-ben alakultak Notodden-ben. Zenei stílusuk főként a progresszív metal és progresszív rock stílusokba sorolható, de az avantgárd/alternatív metal műfajokba is sorolják őket. 2006-os demójukon még technikás death metalt és fúziós jazzt is játszottak.

## Tagok
- Einar Solberg – ének, billentyűk (2001–)
- Tor Oddmund Suhrke – gitár, vokál, billentyűk (ideiglenesen, 2001–)
- Baard Kolstad – dob (2014–)
- Simen Børven – basszusgitár, vokál, billentyűk (ideiglenesen, 2015–)
- Robin Ognedal – gitár, vokál, billentyűk (ideiglenesen, 2017–)

Koncerteken játszó zenészek
- Raphael Weinroth-Browne - cselló, billentyűk, vokál (2017–)

Korábbi tagok
- Stian Lonar – basszusgitár (2001–2002)
- Esben Meyer Kristensen – gitár (2001–2003)
- Kenneth Solberg – gitár (2001–2003, 2003–2004)
- Truls Vennman – dob (2001–2005)
- Halvor Strand – basszusgitár (2002–2010)
- Øystein Landsverk – gitár, vokál (2004–2017)
- Tor Stian Borhaug – dob (2005–2007)
- Tobias Ørnes Andersen – dob (2007–2014)
- Rein Blomquist – basszusgitár (2010–2013)
- Martin Skrebergene – basszusgitár (2013–2015)

## Diszkográfia
- Tall Poppy Syndrome (2009)
- Bilateral (2011)
- Coal (2013)
- The Congregation (2015)
- Malina (2017)
- Pitfalls (2019)
- Aphelion (2021)
- Melodies of Atonement (2024)

## Egyéb kiadványok
Koncert albumok
- Live at Rockefeller Music Hall (2016)

Demók
- Silent Waters (2004)
- Aeolia (2006)